# LIVE IN JAPAN 1990
『LIVE IN JAPAN 1990』（ライヴ・イン・ジャパン・ナインティーンナインティ）は、アメリカ合衆国のミュージシャン、プリンスのライブアルバム。
2018年2月23日にリリースされた。

## 解説
- 1990年6月2日から9月10日にかけて行われた、プリンスのワールドツアー「Nude Tour」の、8月30日から9月10日に行われた3度目の来日公演のうち、8月31日の東京ドーム公演のライブの音源が収録されている。
- 収録のライブ音源は、1990年に日本テレビ系にて「SAZALE special Prince in Japan '90」として同公演の模様が放送されており、そのライブの内容を音源化したものである。全2枚組。
- 今までプリンスが所属していたレーベルから発売されていない為海賊版と思われがちだが、埼玉県の株式会社インター・アート・コミッティーズのエンターテイメント事業部内にあるAlive The Liveレーベルから発売されている正規品である。CDの裏ジャケットには「NIPPON TV JAPAN BROADCAST」の文字が記載されており、またCD発売に際してトレーラーも製作されている[1]。
- 本作では、日本テレビでの放送番組用にマルチ・トラックで収録された音源が、デジタル・リマスターされて収録されている。また、アウトロとして収録されている「Ain't No Way」以外は、公演の演奏順に収録されている。尚、「The Future」の前に実際のライブで流されていたオープニング部分は収録されていない。

## 収録曲

### DISC 1
1. Intro (イントロ) （0:28）
2. The Future (ザ・フューチャー)（4:23）
3. 1999 (4:11)
4. Housequake (ハウスクエイク)（2:32）
5. Sexy Dancer (セクシー・ダンサー)（1:20）
6. Kiss (キッス) > I'm In The Mood (アイム・イン・ザ・ムード) （6:18）
7. Purple Rain (パープル・レイン)（5:42）
8. Take Me With U (テイク・ミー・ウィズ・ユー)（4:04）
9. Bambi (バンビ)（3:37）
10. Alphabet St. (アルファベット・ストリート) > It Takes Two (イット・テイクス・トゥ)（7:14）

### DISC 2
1. The Quetion Of U (クウェスチョン・オブ・ユー) (Incle. Venus De Milo (ヴィーナス・ドゥ・ミロ) > Under The Cherry Moon (アンダー・ザ・チェリー・ムーン)) (9:11)
2. When Doves Cry (ビートに抱かれて) (6:14)
3. Do Me, Baby (ドゥ－・ミー・ベイビー) (3:56)
4. Little Red Corvette (リトル・レッド・コルヴェット) (1:54)
5. Batdance (バットダンス) (3:09)
6. Partyman (パーティーマン) (Incle. What Have You Done for Me Lately (恋するティーンエイジャー)) (6:21)
7. Baby I'm A Star (ベイビー・アイム・ア・スター) (Incle. Respect (リスペクト)) (12:37)
8. Ain't No Way (エイント・ノ－・ウェイ) (Outro) (2:04)

## 参加ミュージシャン
- Prince - Leadvoice & Whatever
- Mico Weaver - Guitar
- Livi Seaser Jr. - Bass
- Dr.(Matt)Fink - Keyboards
- Rosie Gainse - Keyboards, vocals
- Michael Bland - Drams
- Dancers " The Gameboyz"
  - Kirk johnson
  - Damon Dickson
  - Tony Mosley